# Lekkoatletyka na Igrzyskach Południowego Pacyfiku 2007
Lekkoatletyka na Igrzyskach Południowego Pacyfiku 2007 – zawody lekkoatletyczne podczas Igrzysk Południowego Pacyfiku w Apii.

## Rezultaty

### Mężczyźni
| Konkurencja                        |                                                                                           | Wynik    |                                                                              | Wynik    |                                                                                | Wynik    |
| ---------------------------------- | ----------------------------------------------------------------------------------------- | -------- | ---------------------------------------------------------------------------- | -------- | ------------------------------------------------------------------------------ | -------- |
| Bieg na 100 metrów                 | Jone Delai                                                                                | 10,66    | Iowane Dovumatua                                                             | 10,71    | Wally Kirika                                                                   | 10,74    |
| Bieg na 200 metrów                 | Niko Verekauta                                                                            | 21,26    | Iliesa Namosimalua                                                           | 21,48    | Nelson Stone                                                                   | 21,69    |
| Bieg na 400 metrów                 | Niko Verekauta                                                                            | 47,18    | Iliesa Namosimalua                                                           | 47,74    | Nelson Stone                                                                   | 48,16    |
| Bieg na 800 metrów                 | Aunese Curreen                                                                            | 1:49,82  | Isireli Naikelekelevesi                                                      | 1:50,31  | Arnold Solina                                                                  | 1:55,40  |
| Bieg na 1500 metrów                | Aunese Cureen                                                                             | 3:53,93  | Isireli Naikelekelevesi                                                      | 3:54,64  | Arnold Sorina                                                                  | 4:03,20  |
| Bieg na 5000 metrów                | Aunese Curreen                                                                            | 15:42,62 | Georges Richmond                                                             | 15:43,98 | Sapolai Yao                                                                    | 15:45,09 |
| Bieg na 10 000 metrów              | Georges Richmond                                                                          | 33:29,41 | Sapolai Yao                                                                  | 34:06,22 | Lavi Sam                                                                       | 35:05,47 |
| Półmaraton                         | Georges Richmond                                                                          | 1:11:17  | Sapolai Yao                                                                  | 1:13:50  | Tutea Degage                                                                   | 1:17:15  |
| Bieg na 3000 metrów z przeszkodami | Sapolai Yao                                                                               | 9:41,48  | Rodney Gapirongo                                                             | 10:17,52 | Pierre Bourret                                                                 | 10:23,40 |
| Bieg na 110 metrów przez płotki    | Toriki Urarii                                                                             | 14,51    | Jovesa Naivalu                                                               | 14,79    | Mowen Boino                                                                    | 14,97    |
| Bieg na 400 metrów przez płotki    | Mowen Boino                                                                               | 51,35    | Jone Wainiqolo                                                               | 52,02    | Wala Gime                                                                      | 52,38    |
| Skok wzwyż                         | Rajendra Prasad                                                                           | 2,06     | Robert Ogun                                                                  | 2,03     | Eric Reuillard                                                                 | 1,94     |
| Skok o tyczce                      | Eric Reuillard                                                                            | 4,40     | Jeffrey-Tamatoa Laibe                                                        | 4,20     | Torika Urarii                                                                  | 3,05     |
| Skok w dal                         | Erin Frederic                                                                             | 7,71     | Anasa Cakaunivalu                                                            | 7,29     | Eroni Tuivanuavou                                                              | 7,20     |
| Trójskok                           | Erin Frederic                                                                             | 15,47    | Eugene Vollmer                                                               | 14,99    | Kainric Ozoux                                                                  | 14,82    |
| Pchnięcie kulą                     | Shaka Sola                                                                                | 16,77    | Stephen Lasei                                                                | 16,69    | Daniel Kilama                                                                  | 16,64    |
| Rzut dyskiem                       | Bertrand Vili                                                                             | 58,31    | Shaka Sola                                                                   | 48,73    | Daniel Kilama                                                                  | 48,47    |
| Rzut młotem                        | Erwin Casser                                                                              | 56,16    | Bertrand Vili                                                                | 55,73    | Faleono Seve                                                                   | 48,85    |
| Rzut oszczepem                     | Sosefo Panuve                                                                             | 71,52    | Leslie Copeland                                                              | 69,84    | Mathieu Roulet                                                                 | 67,61    |
| Ośmiobój                           | Georgy Outurau                                                                            | 5216     | Jeffrey-Tamatoa Laibe                                                        | 4951     | Harold Nair                                                                    | 4531     |
| Chód na 20 kilometrów              | Dip Chand                                                                                 | 2:19:14  | Pradeep Chand                                                                | 2:19:20  | -                                                                              |          |
| Sztafeta 4 × 100 metrów            | Fidżi · Jone Mudu · Iliesa Namosimalua · Iowane Dovumatua · Niko Verekauta                | 40,60    | Nowa Kaledonia · Kainric Ozoux · Frédéric Erin · Georgy Outurau · Paul Zongo | 41,20    | Wyspy Salomona · Nelson Kabitana · Jack Iroga · Francis Manioru · Chris Walasi | 41558    |
| Sztafeta 4 × 400 metrów            | Fidżi · Iliesa Namosimalua · Isireli Naikelekelevesi · Gabrieli Matavola · Niko Verekauta | 3:10,18  | Papua-Nowa Gwinea · Nelson Stone · Wala Gime · Fabian Niulai · Mowen Boino   | 3:11.96  | Vanuatu · Arnold Sorina · Moses Kamut · Jimmy Noklam · Sam Kaiapam             | 3:16,43  |

### Kobiety
| Konkurencja                     |                                                                         | Wynik    |                                                                                    | Wynik    |                                                                                              | Wynik    |
| ------------------------------- | ----------------------------------------------------------------------- | -------- | ---------------------------------------------------------------------------------- | -------- | -------------------------------------------------------------------------------------------- | -------- |
| Bieg na 100 metrów              | Makelesi Bulikiobo                                                      | 11,55    | Mae Koime                                                                          | 11,57    | Toea Wisil                                                                                   | 12,00    |
| Bieg na 200 metrów              | Makelesi Bulikiobo                                                      | 23,40    | Mae Koime                                                                          | 23,86    | Toea Wisil                                                                                   | 24,34    |
| Bieg na 400 metrów              | Makelesi Bulikiobo                                                      | 52,96    | Toea Wisil                                                                         | 55,15    | Paulini Korowaqa                                                                             | 56,21    |
| Bieg na 800 metrów              | Salome Dell                                                             | 2:12:98  | Cecilia Kumalalamene                                                               | 2:16:35  | Ann Mooney                                                                                   | 2:16:62  |
| Bieg na 1500 metrów             | Salome Dell                                                             | 5:00,28  | Heiata Brinkfield                                                                  | 5:02:66  | Cecilia Kumalalamene                                                                         | 5:07:66  |
| Bieg na 5000 metrów             | Akesi Drotini                                                           | 18:37,65 | Sophie Gardon                                                                      | 18:41,14 | Poro Gahekave                                                                                | 18:48,06 |
| Bieg na 10 000 metrów           | Sophie Gardon                                                           | 38:48,45 | Poro Gahekave                                                                      | 41:26,48 | Florence Toada                                                                               | 42:56,22 |
| Półmaraton                      | Sophie Gardon                                                           | 1:24:20  | Manuella Heitz                                                                     | 1:33:17  | Josiane Chipaux                                                                              | 1:33:33  |
| Bieg na 100 metrów przez płotki | Phoebe Wejieme                                                          | 14,49    | Milika Tuivanuavou                                                                 | 14,71    | Terani Faremiro                                                                              | 14,95    |
| Bieg na 400 metrów przez płotki | Sharon Henry                                                            | 1:04,32  | Phoebe Wejieme                                                                     | 1:05,12  | Salote Niulevu                                                                               | 1:09,39  |
| Skok wzwyż                      | Veronique Boyer                                                         | 1,70     | Candice Soulisse                                                                   | 1,67     | Terani Faremiro                                                                              | 1,64     |
| Skok o tyczce                   | Dolores Dogba                                                           | 2,90     | Chloe Colmas                                                                       | 2,60     | Lea Colmas                                                                                   | 2,60     |
| Skok w dal                      | Soko Salaqiqi                                                           | 6,05     | Makelesi Tumalevu                                                                  | 5,99     | Veronique Boyer                                                                              | 5,62     |
| Trójskok                        | Veronique Boyer                                                         | 12,06    | Soko Salaqiqi                                                                      | 11,83    | Monique Lafaialii                                                                            | 10,81    |
| Pchnięcie kulą                  | ʻAna Poʻuhila                                                           | 16,60    | Tereapii Tapoki                                                                    | 14,90    | Margaret Satupai                                                                             | 13,69    |
| Rzut dyskiem                    | Tereapii Tapoki                                                         | 53,17    | ʻAna Poʻuhila                                                                      | 48,92    | Glenda Polelei                                                                               | 47,90    |
| Rzut młotem                     | Vaikula Takosi                                                          | 47,41    | Bina Ramesh                                                                        | 45,50    | Siniva Marsters                                                                              | 42,96    |
| Rzut oszczepem                  | Bina Ramesh                                                             | 53,34    | Glenda Polelei                                                                     | 52,50    | Linda Selui                                                                                  | 52,30    |
| Siedmiobój                      | Terani Faremiro                                                         |          | Milika Tuivanuavou                                                                 |          | Johanna Sui                                                                                  |          |
| Sztafeta 4 × 100 metrów         | Papua-Nowa Gwinea · Mae Koime · Toea Wisil · Ann Mooney · Raphaela Baki | 45,99    | Fidżi · Soko Salaniqiqi · Makelesi Bulikiobo · Alena Vadrasamu · Makelesi Tumalevu | 46,01    | Nowa Kaledonia · Florence Araguissokid · Phoebe Wejieme · Kamen Zongo · Marie-Claude Haluatr | 48,75    |
| Sztafeta 4 × 400 metrów         | Papua-Nowa Gwinea · Mae Koime · Ann Mooney · Salome Dell · Toea Wisil   | 3:40,55  | Fidżi · Torika Odro · Paulini Korowaqa · Anameli Navukitu · Makelesi Bulikiobo     | 3:41,03  | Wyspy Salomona · Joycelin Taurikeni · June Fataea · Flory Liza · Pauline Kwalea              | 4:08,03  |